# KBO 리그 FA
KBO 리그 FA는 대한민국 프로야구의 자유계약 선수제도이다.

## 제도의 규칙

### FA선수 자격 취득 (2011년 기준)
1. 타자는 매 시즌 페넌트레이스 경기 수의 2/3 이상 출전, 투수는 규정 투구 횟수의 2/3 이상을 투구한 시즌이 9시즌에 도달한 경우 (페넌트레이스 1군 등록 일수가 145일(2006년 이전은 150일) 이상인 경우에도 1시즌으로 간주)
2. 4년제 대학을 졸업(대한야구협회에 4년간 등록)한 선수는 위 조건이 8시즌에 도달하면 FA 자격을 취득.

### FA 승인신청 및 공시 (2011년 기준)
1. 선수는 총재의 FA 자격선수 명단 공시 후 3일 이내에 선수가 직접 FA 신청서를 작성하여 전 소속구단에 통보하고 구단은 이를 문서로 제출 - 11월 4일까지 신청
2. 총재는 신청 마감일 다음날 FA 승인 선수로 공시 - 11월 5일 공시

### 계약교섭기간
1. 전 소속구단과의 계약 체결 교섭기간 - 공시 다음날부터 7일 이내 (11월 10일 ~ 11월 16일)
2. 기타 구단과의 계약 체결 교섭기간 - 전소속구단과 계약체결 교섭기간 종료 이후 7일 이내 (11월 17일 ~ 11월 23일)
3. 모든 구단과의 계약 체결 교섭기간 - 기타 구단과의 계약 체결 교섭기간 이후 익년도 1월 15일까지 (11월 23일~1월 15일)
4. FA 선수가 1월 15일까지 계약 체결을 못할 경우 - 총재가 자유계약선수로 공시 (당해년도 타구단 계약 가능으로 2013년부터 변경)

### 계약서 제출 및 공시
1. FA 선수와 계약을 체결한 구단은 계약서를 KBO에 제출하고 총재가 승인 공시 (계약 후 2일 이내 KBO에 제출, 제출 후 2일 이내 총재가 승인 공시)

### 보상선수 명단 제시
1. FA 선수 획득 구단은 20명 보호선수, 군보류선수, 당해년도 FA 계약선수, 외국인선수를 제외하고 전 소속구단에 보상선수 명단제시 (총재의 계약 승인 공시 후 3일 이내)

### 보상 완료
1. FA 선수 획득구단이 보상선수 명단을 제시하면 검토 후 전 소속구단이 금전 또는 금전과 선수를 선택 (보상선수 명단 제시 후 3일 이내)

### 보상 내용
1. 전년도 연봉의 200% 지급 + 선수 1명(보호선수 20명 제외)
2. 전년도 연봉의 300% 지급

## 한국프로야구 FA 이적 내용
한국프로야구 FA를 통한 연잔류별 이적 내용은 다음과 같다.

### 2008년 시즌 후 - 2009년 시즌 전
- 홍성흔 (두산 베어스에서 롯데 자이언츠 이적)
- 정성훈 (우리 히어로즈에서 LG 트윈스 이적)
- 이진영 (SK 와이번스에서 LG 트윈스 이적)

### 2009년 시즌 후 - 2010년 시즌 전
- 김태균 (한화 이글스에서 지바 롯데 마린스 이적)
- 이범호 (한화 이글스에서 후쿠오카 소프트뱅크 호크스 이적)

### 2011년 시즌 후 - 2012년 시즌 전
- 이승호 (SK 와이번스에서 롯데 자이언츠 이적)
- 정대현 (SK 와이번스에서 롯데 자이언츠 이적)
- 이택근 (LG 트윈스에서 넥센 히어로즈 이적)
- 조인성 (LG 트윈스에서 SK 와이번스 이적)
- 송신영 (LG 트윈스에서 한화 이글스 이적)
- 임경완 (롯데 자이언츠에서 SK 와이번스 이적)
- 이대호 (롯데 자이언츠에서 오릭스 버팔로스 이적)

### 2012년 시즌 후 - 2013년 시즌 전
- 이호준 (SK 와이번스에서 NC 다이노스 이적)
- 이현곤 (KIA 타이거즈에서 NC 다이노스 이적)
- 정현욱 (삼성 라이온즈에서 LG 트윈스 이적)
- 홍성흔 (롯데 자이언츠에서 두산 베어스 이적)
- 김주찬 (4년 총액 50억원으로 롯데 자이언츠에서 KIA 타이거즈 이적)
- 류현진 (5+1년 총액 3100+500만달러로 한화 이글스에서 로스앤젤레스 다저스로 이적)

### 2013년 시즌 후 - 2014년 시즌 전
- 이종욱 (4년 총액 50억원으로 두산 베어스에서 NC 다이노스로 이적)
- 손시헌 (4년 총액 30억원으로 두산 베어스에서 NC 다이노스로 이적)
- 최준석 (4년 총액 35억원으로 두산 베어스에서 롯데 자이언츠로 이적)
- 정근우 (4년 총액 70억원으로 SK 와이번스에서 한화 이글스로 이적)
- 이대형 (4년 총액 24억원으로 LG 트윈스에서 KIA 타이거즈로 이적)
- 이병규 (3년 총액 25억 5천만 LG 트윈스 잔류)
- 권용관 (1년 총액 1억원으로 LG 트윈스 잔류)
- 윤석민 (KIA 타이거즈에서 볼티모어 오리올스로 이적)
- 이용규 (4년 총액 67억원으로 KIA 타이거즈에서 한화 이글스로 이적)
- 오승환 (삼성 라이온즈에서 한신 타이거스로 이적)
- 장원삼 (4년 총액 60억으로 삼성 라이온즈 잔류)
- 박한이 (4년 총액 28억으로 삼성 라이온즈 잔류)
- 강영식 (4년 총액 17억원으로 롯데 자이언츠 잔류)
- 강민호 (4년 총액 75억원으로 롯데 자이언츠 잔류)
- 이대수 (4년 총액 20억원으로 한화 이글스 잔류)
- 한상훈 (4년 총액 13억원으로 한화 이글스 잔류)
- 박정진 (2년 총액 8억원으로 한화 이글스 잔류)

### 2014년 시즌 후 - 2015년 시즌 전
- 이성열 (2년 총액 5억원으로 넥센 히어로즈에서 한화 이글스로 이적)
- 최정 (4년 총액 86억원으로 SK 와이번스 잔류)
- 조동화 (4년 총액 22억원으로 SK 와이번스 잔류)
- 김강민 (4년 총액 56억원으로 SK 와이번스 잔류)
- 나주환 (1+1년 총액 5억 5천만원으로 SK 와이번스 잔류)
- 이재영 (1+1년 총액 4억 5천만원으로 SK 와이번스 잔류)
- 박경수 (4년 총액 18억 2천만원으로 LG 트윈스에서 KT 위즈로 이적)
- 박용택 (4년 총액 50억원으로 LG 트윈스 잔류)
- 송은범 (4년 총액 34억원으로 KIA 타이거즈에서 한화 이글스로 이적)
- 차일목 (2년 총액 4억 5천만원으로 KIA 타이거즈 잔류)
- 권혁 (4년 총액 32억원으로 삼성 라이온즈에서 한화 이글스로 이적)
- 배영수 (3년 총액 21억 5천만원으로 삼성 라이온즈에서 한화 이글스로 이적)
- 조동찬 (4년 총액 28억원으로 삼성 라이온즈 잔류)
- 윤성환 (4년 총액 80억원으로 삼성 라이온즈 잔류)
- 안지만 (4년 총액 65억원으로 삼성 라이온즈 잔류)
- 장원준 (4년 총액 84억원으로 롯데 자이언츠에서 두산 베어스로 이적)
- 김사율 (3+1년 총액 14억 5천만원으로 롯데 자이언츠에서 KT 위즈로 이적)
- 박기혁 (3+1년 총액 11억 4천만원으로 롯데 자이언츠에서 KT 위즈로 이적)
- 김경언 (3년 총액 8억 5천만원으로 한화 이글스 잔류)
- 윤석민 (4년 총액 90억원으로 볼티모어 오리올스에서 KIA 타이거즈로 이적)

### 2015년 시즌 후 - 2016년 시즌 전
- 김현수 (2년 총액 700만달러로 두산 베어스에서 볼티모어 오리올스로 이적)
- 오재원 (4년 총액 38억원으로 두산 베어스 잔류)
- 고영민 (1+1년 총액 5억원으로 두산 베어스 잔류)
- 유한준 (4년 총액 60억원으로 넥센 히어로즈에서 KT 위즈로 이적)
- 손승락 (4년 총액 60억원으로 넥센 히어로즈에서 롯데 자이언츠로 이적)
- 마정길 (2년 총액 6억 2천만원으로 넥센 히어로즈 잔류)
- 이택근 (4년 총액 35억원으로 넥센 히어로즈 잔류)
- 정상호 (4년 총액 32억원으로 SK 와이번스에서 LG 트윈스로 이적)
- 윤길현 (4년 총액 38억원으로 SK 와이번스에서 롯데 자이언츠로 이적)
- 정우람 (4년 총액 84억원으로 SK 와이번스에서 한화 이글스로 이적)
- 박정권 (4년 총액 30억원으로 SK 와이번스 잔류)
- 채병용 (3년 총액 10억 5000만원으로 SK 와이번스 잔류)
- 박재상 (1+1년 총액 5억 5000만원으로 SK 와이번스 잔류)
- 이동현 (3년 총액 30억원으로 LG 트윈스 잔류)
- 김상현 (3+1년 총액 17억원으로 KT 위즈 잔류)
- 이범호 (3+1년 총액 36억원으로 KIA 타이거즈 잔류)
- 박석민 (4년 총액 96억원으로 삼성 라이온즈에서 NC 다이노스로 이적)
- 이승엽 (2년 총액 36억원으로 삼성 라이온즈 잔류)
- 심수창 (4년 총액 13억원으로 롯데 자이언츠에서 한화 이글스로 이적)
- 송승준 (4년 총액 40억원으로 롯데 자이언츠 잔류)
- 김태균 (4년 총액 84억원으로 한화 이글스 잔류)
- 조인성 (2년 총액 10억원으로 한화 이글스 잔류)

### 2016년 시즌 후 - 2017년 시즌 전
- 이원석 (4년 총액 27억원으로 두산 베어스에서 삼성 라이온즈로 이적)
- 이현승 (3년 총액 27억원으로 두산 베어스 잔류)
- 김재호 (4년 총액 50억원으로 두산 베어스 잔류)
- 김광현 (4년 총액 85억원으로 SK 와이번스 잔류)
- 우규민 (4년 총액 65억원으로 LG 트윈스에서 삼성 라이온즈로 이적)
- 봉중근 (2년 총액 15억원으로 LG 트윈스 잔류)
- 정성훈 (1년 총액 7억원으로 LG 트윈스 잔류)
- 조영훈 (2년 총액 4억 5000만원으로 NC 다이노스 잔류)
- 이진영 (2년 총액 15억원으로 KT 위즈 잔류)
- 양현종 (1년 총액 22억 5천만원으로 KIA 타이거즈 잔류)
- 나지완 (4년 총액 40억원으로 KIA 타이거즈 잔류)
- 최형우 (4년 총액 100억원으로 삼성 라이온즈에서 KIA 타이거즈로 이적)
- 차우찬 (4년 총액 95억원으로 삼성 라이온즈에서 LG 트윈스로 이적)
- 황재균 (1년 총액 310만 달러로 롯데 자이언츠에서 샌프란시스코 자이언츠로 이적)
- 이대호 (4년 총액 150억원으로 시애틀 매리너스에서 롯데 자이언츠로 이적)

### 2017년 시즌 후 - 2018년 시즌 전
- 민병헌 (4년 총액 80억원으로 두산 베어스에서 롯데 자이언츠로 이적)
- 김승회 (1+1년 총액 3억원으로 두산 베어스 잔류)
- 채태인 (1+1년 총액 10억원으로 넥센 히어로즈에서 롯데 자이언츠로 이적)
- 정의윤 (4년 총액 29억원으로 SK 와이번스 잔류)
- 손시헌 (2년 총액 15억원으로 NC 다이노스 잔류)
- 지석훈 (2년 총액 6억원으로 NC 다이노스 잔류)
- 이종욱 (1년 총액 5억원으로 NC 다이노스 잔류)
- 이대형 (2년 총액 4억원으로 KT 위즈 잔류)
- 김주찬 (2+1년 총액 27억원으로 KIA 타이거즈 잔류)
- 권오준 (2년 총액 6억원으로 삼성 라이온즈 잔류)
- 최준석 (1년 총액 5500만원으로 롯데 자이언츠에서 NC 다이노스로 이적)
- 강민호 (4년 총액 80억원으로 롯데 자이언츠에서 삼성 라이온즈로 이적)
- 문규현 (2+1년 총액 10억원으로 롯데 자이언츠 잔류)
- 손아섭 (4년 총액 98억원으로 롯데 자이언츠 잔류)
- 박정진 (2년 총액 7억 5천만원으로 한화 이글스 잔류)
- 안영명 (2년 총액 12억원으로 한화 이글스 잔류)
- 정근우 (2+1년 총액 35억원으로 한화 이글스 잔류)
- 김현수 (4년 총액 115억원으로 필라델피아 필리스에서 LG 트윈스로 이적)
- 황재균 (4년 총액 88억원으로 샌프란시스코 자이언츠에서 kt 위즈 이적)

### 2018년 시즌 후 - 2019년 시즌 전
- 양의지 (4년 총액 125억원으로 두산 베어스에서 NC 다이노스로 이적)
- 김민성 (3년 총액 18억원으로 키움 히어로즈에서 LG 트윈스로 이적)
- 이보근 (3+1년 총액 19억원으로 키움 히어로즈 잔류)
- 이재원 (4년 총액 69억원으로 SK 와이번스 잔류)
- 최정 (6년 총액 106억원으로 SK 와이번스 잔류)
- 박용택 (2년 총액 25억원으로 LG 트윈스 잔류)
- 박경수 (3년 총액 26억원으로 KT 위즈 잔류)
- 금민철 (2년 총액 7억원으로 KT 위즈 잔류)
- 모창민 (3년 총액 20억원으로 NC 다이노스 잔류)
- 김상수 (3년 총액 18억원으로 삼성 라이온즈 잔류)
- 윤성환 (1년 총액 10억원으로 삼성 라이온즈 잔류)
- 송광민 (2년 총액 16억원으로 한화 이글스 잔류)
- 이용규 (2+1년 총액 26억원으로 한화 이글스 잔류)
- 최진행 (1+1년 총액 5억원으로 한화 이글스 잔류)

### 2019년 시즌 후 - 2020년 시즌 전
- 오재원 (3년 총액 19억원으로 두산 베어스 잔류)
- 오주원 (2년 총액 7억원으로 키움 히어로즈 잔류)
- 이지영 (3년 총액 18억원으로 키움 히어로즈 잔류)
- 김강민 (1+1년 총액 10억원으로 SK 와이번스 잔류)
- 진해수 (2+1년 총액 14억원으로 LG 트윈스 잔류)
- 송은범 (2년 총액 10억원으로 LG 트윈스 잔류)
- 오지환 (4년 총액 40억원으로 LG 트윈스 잔류)
- 김태군 (4년 총액 13억원으로 NC 다이노스 잔류)
- 박석민 (2+1년 총액 34억원으로 NC 다이노스 잔류)
- 유한준 (2년 총액 20억원으로 KT 위즈 잔류)
- 안치홍 (2+2년 총액 56억원으로 KIA 타이거즈에서 롯데 자이언츠로 이적)
- 김선빈 (4년 총액 40억원으로 KIA 타이거즈 잔류)
- 고효준 (1년 총액 1억 2000만원으로 롯데 자이언츠 잔류)
- 전준우 (4년 총액 34억원으로 롯데 자이언츠 잔류)
- 윤규진 (1+1년 총액 5억원으로 한화 이글스 잔류)
- 정우람 (4년 총액 39억원으로 한화 이글스 잔류)
- 김태균 (1년 총액 10억원으로 한화 이글스 잔류)
- 이성열 (2년 총액 14억원으로 한화 이글스 잔류)

### 2020년 시즌 후 - 2021년 시즌 전
- 최주환 (4년 총액 42억원으로 두산 베어스에서 SSG 랜더스로 이적)
- 오재일 (4년 총액 50억원으로 두산 베어스에서 삼성 라이온즈로 이적)
- 허경민 (4+3년 총액 85억원으로 두산 베어스 잔류)
- 정수빈 (6년 총액 56억원으로 두산 베어스 잔류)
- 김재호 (3년 총액 25억원으로 두산 베어스 잔류)
- 유희관 (1년 총액 10억원으로 두산 베어스 잔류)
- 이용찬 (3+1년 총액 27억원으로 두산 베어스에서 NC 다이노스로 이적)
- 김상수 (2+1년 총액 15억 5000만원으로 키움 히어로즈에서 SSG 랜더스로 이적)
- 김성현 (2+1년 총액 11억원으로 SSG 랜더스 잔류)
- 김용의 (1년 총액 2억원으로 LG 트윈스 잔류)
- 차우찬 (2년 총액 20억원으로 LG 트윈스 잔류)
- 최형우 (3년 총액 47억원으로 KIA 타이거즈 잔류)
- 양현종 (1년 총액 185만달러으로 KIA 타이거즈에서 텍사스 레인저스로 이적)
- 우규민 (1+1년 총액 10억원으로 삼성 라이온즈 잔류)
- 이원석 (2+1년 총액 20억원으로 삼성 라이온즈 잔류)
- 이대호 (2년 총액 26억원으로 롯데 자이언츠 잔류)

### 2021년 시즌 후 - 2022년 시즌 전
- 장성우 (4년 총액 42억원으로 KT 위즈 잔류)
- 허도환 (2년 총액 4억원으로 KT 위즈에서 LG 트윈스로 이적)
- 황재균 (4년 총액 60억원으로 KT 위즈 잔류)
- 김재환 (4년 총액 115억원으로 두산 베어스 잔류)
- 박건우 (6년 총액 100억원으로 두산 베어스에서 NC 다이노스로 이적)
- 백정현 (4년 총액 38억원으로 삼성 라이온즈 잔류)
- 강민호 (4년 총액 36억원으로 삼성 라이온즈 잔류)
- 박해민 (4년 총액 60억원으로 삼성 라이온즈에서 LG 트윈스로 이적)
- 김현수 (4+2년 총액 115억원으로 LG 트윈스 잔류)
- 박병호 (3년 총액 30억원으로 키움 히어로즈에서 KT 위즈로 이적)
- 나성범 (6년 총액 150억원으로 NC 다이노스에서 KIA 타이거즈로 이적)
- 정훈 (3년 총액 18억원으로 롯데 자이언츠 잔류)
- 손아섭 (4년 총액 64억원으로 롯데 자이언츠에서 NC 다이노스로 이적)
- 최재훈 (5년 총액 54억원으로 한화 이글스 잔류)
- 양현종 (4년 총액 103억원으로 텍사스 레인저스에서 KIA 타이거즈로 이적)

### 2022년 시즌 후 - 2023년 시즌 전
- 이태양 (4년 총액 25억원으로 SSG 랜더스에서 한화 이글스로 이적)
- 오태곤 (4년 총액 18억원으로 SSG 랜더스 잔류)
- 정찬헌 (2년 총액 8억 6000만원으로 키움 히어로즈 잔류)
- 한현희 (3+1년 총액 40억으로 키움 히어로즈에서 롯데 자이언츠로 이적)
- 김진성 (2년 총액 7억원으로 LG 트윈스 잔류)
- 유강남 (4년 총액 80억원으로 LG 트윈스에서 롯데 자이언츠로 이적)
- 채은성 (6년 총액 90억원으로 LG 트윈스에서 한화 이글스로 이적)
- 신본기 (1+1년 총액 3억원으로 KT 위즈 잔류)
- 박동원 (4년 총액 65억원으로 KIA 타이거즈에서 LG 트윈스로 이적)
- 이재학 (2+1년 총액 9억원으로 NC 다이노스 잔류)
- 원종현 (4년 총액 25억원으로 NC 다이노스에서 키움 히어로즈로 이적)
- 노진혁 (4년 총액 50억원으로 NC 다이노스에서 롯데 자이언츠로 이적)
- 박민우 (5+3년 총액 140억원으로 NC 다이노스 잔류)
- 권희동 (1년 총액 1억 2500만원으로 NC 다이노스 잔류)
- 이명기 (1년 총액 1억원으로 NC 다이노스에서 한화 이글스로 이적)
- 양의지 (4+2년 총액 152억원으로 NC 다이노스에서 두산 베어스로 이적)
- 오선진 (1+1년 총액 4억원으로 삼성 라이온즈에서 한화 이글스로 이적)
- 김상수 (4년 총액 29억원으로 삼성 라이온즈에서 KT 위즈로 이적)
- 박세혁 (4년 총액 46억원으로 두산 베어스에서 NC 다이노스로 이적)
- 장시환 (3년 총액 9억 3천만원으로 한화 이글스 잔류)

### 2023년 시즌 후 - 2024년 시즌 전
- 김민성 (2+1년 9억원으로 LG 트윈스에서 롯데 자이언츠로 이적)
- 오지환 (6년 총액 124억원으로 LG 트윈스 잔류)
- 임찬규 (4년 총액 50억원으로 LG 트윈스 잔류)
- 함덕주 (4년 총액 38억원으로 LG 트윈스 잔류)
- 김재윤 (4년 총액 58억원으로 KT 위즈에서 삼성 라이온즈로 이적)
- 주권 (2+2년 총액 16억원으로 KT 위즈 잔류)
- 김민식 (2년 총액 5억원으로 SSG 랜더스 잔류)
- 양석환 (4+2년 총액 78억원으로 두산 베어스 잔류)
- 홍건희 (2+2년 총액 24억 5000만원으로 두산 베어스 잔류)
- 고종욱 (2년 총액 5억원으로 KIA 타이거즈 잔류)
- 김선빈 (3년 총액 30억원으로 KIA 타이거즈 잔류)
- 안치홍 (4+2년 총액 72억원으로 롯데 자이언츠에서 한화 이글스로 이적)
- 전준우 (4년 총액 47억원으로 롯데 자이언츠 잔류)
- 강한울 (1+1년 총액 3억원으로 삼성 라이온즈 잔류)
- 김대우 (2년 총액 4억원으로 삼성 라이온즈 잔류)
- 오승환 (2년 총액 22억원으로 삼성 라이온즈 잔류)
- 장민재 (2+1년 총액 8억원으로 한화 이글스 잔류)
- 이지영 (2년 총액 4억원으로 키움 히어로즈에서 SSG 랜더스로 이적)
- 임창민 (2년 총액 8억원으로 키움 히어로즈에서 삼성 라이온즈로 이적)

### 2024년 시즌 후 - 2025년 시즌 전
- 임기영 (3년 총액 15억원으로 KIA 타이거즈 잔류)
- 장현식 (4년 총액 52억원으로 KIA 타이거즈에서 LG 트윈스로 이적)
- 서건창 (1+1년 총액 5억원으로 KIA 타이거즈 잔류)
- 류지혁 (4년 총액 26억원으로 삼성 라이온즈 잔류)
- 김헌곤 (2년 총액 6억원으로 삼성 라이온즈 잔류)
- 최원태 (4년 총액 70억원으로 LG 트윈스에서 삼성 라이온즈로 이적)
- 김강률 (3+1년 총액 14억원으로 두산 베어스에서 LG 트윈스로 이적)
- 허경민 (4년 총액 40억원으로 두산 베어스에서 KT 위즈로 이적)
- 엄상백 (4년 총액 78억원으로 KT 위즈에서 한화 이글스로 이적)
- 우규민 (2년 총액 7억원으로 KT 위즈 잔류)
- 심우준 (4년 총액 50억원으로 KT 위즈에서 한화 이글스로 이적)
- 노경은 (2+1년 총액 25억원으로 SSG 랜더스 잔류)
- 최정 (4년 총액 110억원으로 SSG 랜더스 잔류)
- 구승민 (2+2년 총액 21억원으로 롯데 자이언츠 잔류)
- 김원중 (4년 총액 54억원으로 롯데 자이언츠 잔류)
- 하주석 (1년 총액 1억 1000만원으로 한화 이글스 잔류)
- 이용찬 (2+1년 총액 10억원으로 NC 다이노스 잔류)
- 임정호 (3년 총액 12억원으로 NC 다이노스 잔류)
- 김성욱 (2년 총액 3억원으로 NC 다이노스 잔류)
- 문성현